# Baby's First Tooth
Baby's First Tooth è un cortometraggio muto del 1910 diretto da Tom Ricketts.

## Produzione
Il film fu prodotto dalla Essanay Film Manufacturing Company.

## Distribuzione
Distribuito dall'Essanay Film Manufacturing Company, il film - un cortometraggio di 115 metri - uscì nelle sale cinematografiche USA il 16 febbraio 1910. Nelle proiezioni, veniva programmato con il sistema dello split reel, accorpato in un'unica bobina con un altro cortometraggio prodotto dall'Essanay, il documentario Aviation at Los Angeles, California.
Copia della pellicola viene conservata negli archivi dell'International Museum of Photography and Film at George Eastman House.